# Chemický prvek

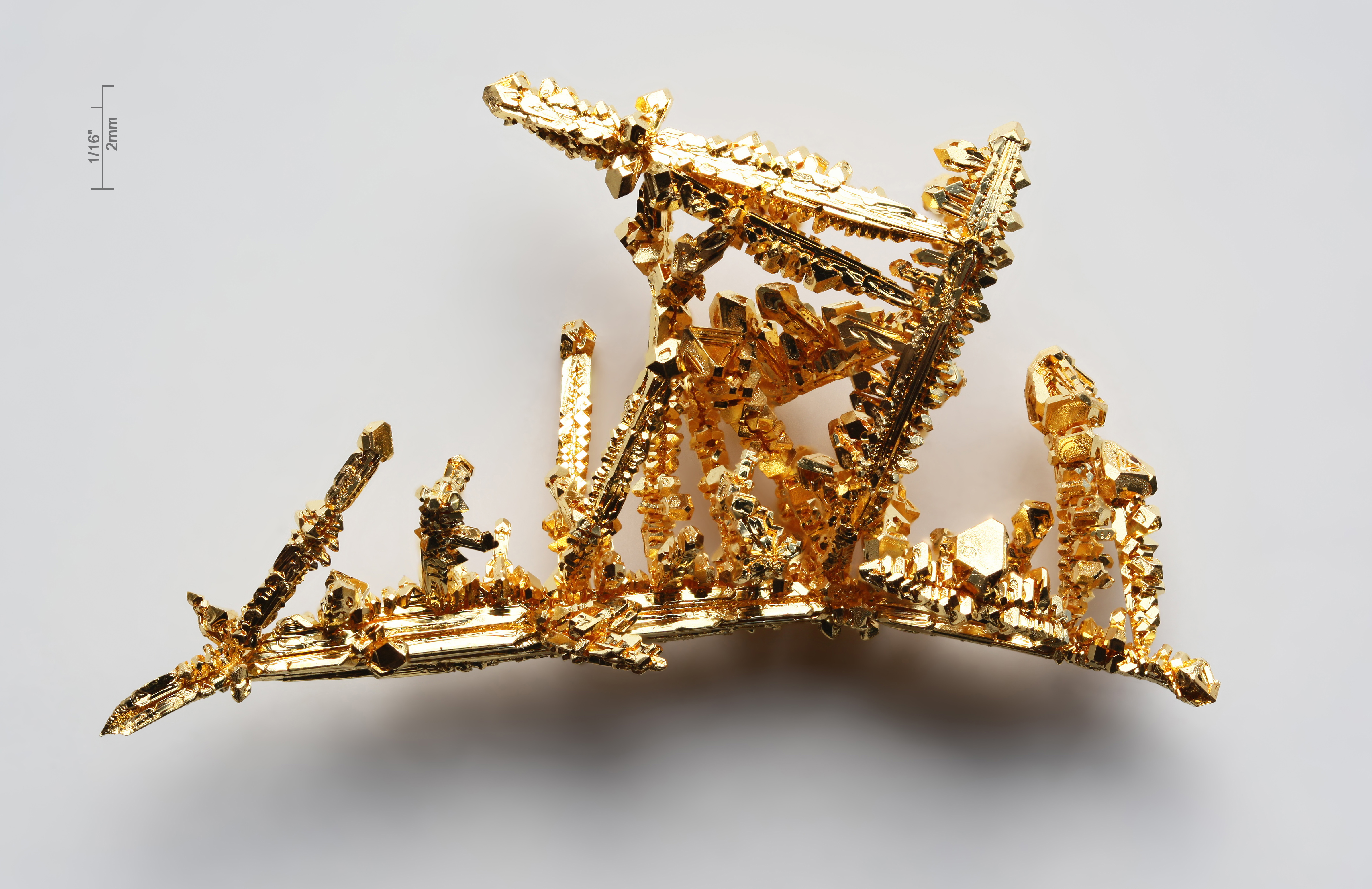
Příklad prvku – zlato Au

Chemický prvek je čistá látka, kterou již nelze chemickými metodami rozložit na jiné látky. Nejmenší možné množství prvku je atom. Všechny atomy prvku mají stejný počet protonů v atomovém jádře (protonové číslo). Proto mají stejnou strukturu elektronového obalu, a proto se chovají chemicky stejně. Prvky jsou základními látkami chemických reakcí, chemických sloučenin a směsí.

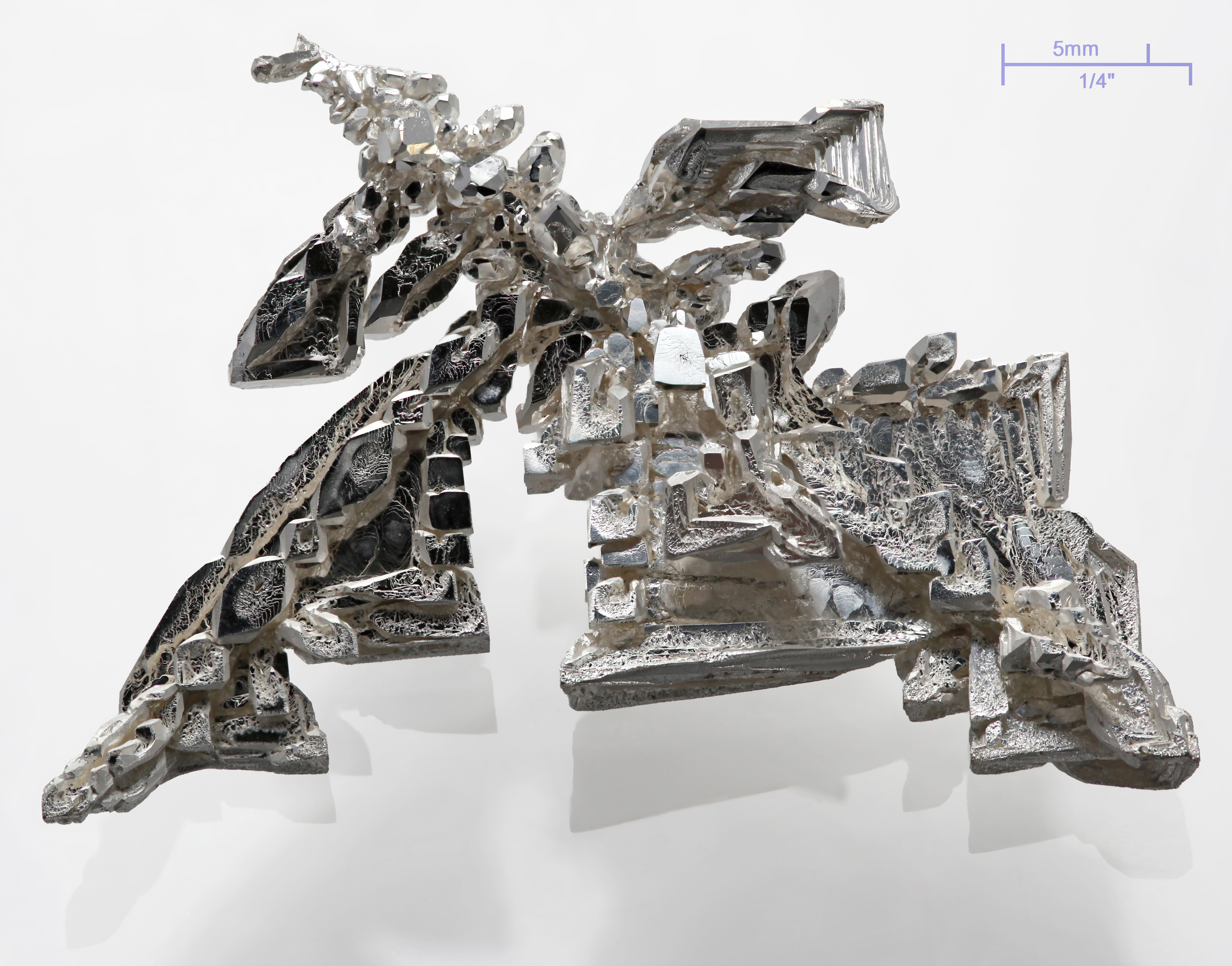
Příklad prvku – stříbro Ag

Prvek je označen symbolem prvku, který je obvykle odvozen od latinského názvu prvku (například Pb z plumbum, Fe z ferrum). Prvky jsou uspořádány v periodické tabulce podle rostoucího počtu protonů.
Do listopadu 2016 Mezinárodní unie pro čistou a aplikovanou chemii uznala celkem 118 prvků a 80 z nich má alespoň jeden stabilní nuklid. Prvních 94 se přirozeně vyskytuje na Zemi a zbývajících 24 jsou syntetické prvky uměle vyrobené, často radioaktivní. Objev a syntéza dalších nových prvků je předmětem současných vědeckých studií.
Pouze menšina prvků (například zlato a stříbro) se nachází jako relativně čisté přírodní minerály. Téměř všechny ostatní přirozeně se vyskytující prvky se vyskytují jako sloučeniny nebo směsi. Vzduch je primárně směs prvků dusíku, kyslíku a argonu, také sloučenin oxidu uhličitého, vody a dalších.
Historie objevu a použití prvků začala již v pravěku, kdy lidé začali používat původní minerály jako uhlík, síra, měď a zlato. Pokusy klasifikovat takové materiály vedly nejenom k nevědecké alchymii, ale k mnoha různým teoriím, které znamenaly počátek dnešní chemie jako vědy. První periodickou tabulku prvků zveřejnil v roce 1869 Dmitrij Ivanovič Mendělejev a ta se stala základem  moderního chápání prvků.

## Periodická tabulka prvků
Jedna z nejtradičnějších prezentací prvků je periodická tabulka prvků, která řadí prvky podle protonového čísla, elektronových struktur a podobných chemických vlastností. Řádky periodické tabulky prvků se nazývají periody a sloupce se nazývají skupiny:
- V periodách se nacházejí prvky, které mají stejný počet elektronových slupek ve svém elektronovém obalu.
- Ve skupinách pod sebou leží prvky se stejným počtem valenčních elektronů v elektronovém obalu.

Periodická tabulka prvků. Šipka ukazuje, jak se zvětšuje velikost atomů.

Prvky nacházející se ve stejné skupině vykazují i podobné chemické vlastnosti. Proto mají některé skupiny své názvy:
- 1. skupina (růžová barva) – alkalické kovy a vodík
- 2. skupina (oranžová barva) – kovy alkalických zemin
- 3–12. skupina (modrá barva) – přechodné kovy
- 17. skupina (zelená barva) – halogeny
- 18. skupina (světle modrá) – vzácné plyny
- Blok světle hnědý – lanthanoidy a aktinoidy

## Důležité pojmy
- Protonové číslo (Z) – je počet protonů (a tedy velikost kladného náboje) v jádře atomu. Je definující vlastností prvků.
- Neutronové číslo (N)  – je počet neutronů v jádře atomu. Neutronovým číslem se liší různé izotopy jednoho prvku.
- Nukleonové číslo (A) – je celkový počet nukleonů (tedy protonů a neutronů) v atomovém jádře daného nuklidu. Platí rovnice A=Z+N.
- Nuklid – látka složena z neutrálních atomů stejného druhu, přičemž všechny atomy mají shodné protonové číslo i nukleonové číslo (tedy počet protonů a neutronů v jádře).
- Radionuklidy – nuklidy, jejichž jádra podléhají samovolné radioaktivní přeměně.
- Izotopy – nuklidy stejného prvku, které se liší počtem neutronů v jádře. Mají stejné protonové číslo, ale odlišné nukleonové číslo,
- Izobary – nuklidy různých prvků, které mají shodné nukleonové číslo a odlišné protonové číslo.
- Izotony – je označení dvojice různých atomů, které mají v jádru rozdílný počet protonů (rozdílné protonové číslo), ale stejný počet neutronů (stejné neutronové číslo).
- Izomery – atomy stejného nuklidu, jejichž jádra se nacházejí v odlišných energetických stavech.

## Počet prvků na Zemi
Na Zemi se přirozeně (alespoň ve stopovém množství) vyskytují prvky s protonovým číslem 1 až 94, další byly vyrobeny uměle. Aktuálně je známo celkem 118 prvků, zatím poslední objevený je oganesson. Přestože od curia (96) dále stabilita prvků se stoupajícím protonovým číslem rapidně klesá a u oganessonu činí poločas rozpadu nejstabilnějšího izotopu méně než sekundu, existuje teorie, že někde dále by se opět mohly nacházet relativně (nebo i zcela) stabilní prvky (tzv. ostrov stability).
Stabilních prvků, tedy prvků s alespoň jedním stabilním izotopem, je zatím prokázáno 81, poslední (nejtěžší) z nich je olovo. 7 dalších prvků má izotopy s poločasem rozpadu delším než milion let.

## České názvy prvků
Mírná většina prvků se v češtině nazývá latinskými, resp. mezinárodními jmény. Nejběžnější prvky, zejména historicky známé kovy, mají obvykle zažitý vlastní název.
Staré, přirozeně historicky vyvinuté české názvy má 7 prvků: síra, železo, měď, stříbro, zlato, rtuť a olovo. Několik kovových prvků má názvy převzaté z němčiny: mangan, kobalt, nikl, zinek, cín, wolfram. Ty byly většinou z němčiny převzaty v latinizované formě i do mezinárodní nomenklatury.
Pro různé další základní prvky objevované v osvícenské době vytvořili v 19. století vlastní české názvosloví Karel Slavoj Amerling a Jan Svatopluk Presl. Z nich se ujalo 10: vodík, uhlík, kyslík, dusík, sodík, hořčík, hliník, křemík, draslík a vápník. Podobně jako latinské názvy těchto dříve objevených prvků jsou odvozeny od látek, ve kterých jsou obsaženy: voda, uhlí, kyseliny, hořká sůl atd; výjimkou je dusík, který byl původně také pojmenován azote podle vlastnosti plynu zbavit života, od řec. zóos, „život“. Mnohé další, jako například kolik (chlor), barvík (chrom), ďasík (kobalt), kostík (fosfor) či voník (osmium), se neprosadily, přesto už zmíněných deset originálních jmen prvků řadí češtinu mezi jazyky s velmi bohatým chemickým názvoslovím. České názvy převzala také slovenština a některé byly přejaty např. i do srbochorvatštiny.
Řada dalších prvků pak má latinský název alespoň počeštěný: bor, fluor, neon, fosfor, chlor, skandium, titan, vanad, chrom, arzén, selen, brom, zirkon, niob, molybden, telur, jód, tantal, platina, bismut, astat, radon, lanthan, cer, praseodym, neodym, uran. Je přitom pozoruhodné, že tři z nejlehčích prvků (He, Li, Be) nemají název počeštěný nijak. Stejně tak to, že pro uran se vžil tento název (stejný jako má planeta), zatímco pro analogické neptunium či plutonium nikoliv.
Zcela zvláštním případem je antimon, odvozený z středolatinského antimonium, zatímco v samotné latině se užívá název stibium (odtud značka Sb).

## Důležité vlastnosti prvků
- relativní atomová hmotnost
- molární hmotnost
- hustota
- elektronová konfigurace
- elektronegativita
- oxidační čísla
- teplotní součinitel délkové roztažnosti
- teplota tání
- teplota varu
- měrná tepelná kapacita
- měrné skupenské teplo tání
- měrné skupenské teplo varu
- poločas přeměny (u radioaktivních nuklidů)

## Seznam všech objevených prvků
| Český název   | Latinský název | Symbol (značka) | Protonové číslo Z | Relativní atomová hmotnost Ar | Rok objevu | Původ     |
| ------------- | -------------- | --------------- | ----------------- | ----------------------------- | ---------- | --------- |
| aktinium      | actinium       | Ac              | 89                | 227,0277)*                    | 1899       | přirozený |
| americium     | americium      | Am              | 95                | 243,0614)*                    | 1944       | umělý     |
| antimon       | stibium        | Sb              | 51                | 121,75                        | starověk   | přirozený |
| argon         | argonum        | Ar              | 18                | 39,948                        | 1894       | přirozený |
| arsen         | arsenicum      | As              | 33                | 74,922                        | středověk  | přirozený |
| astat         | astatium       | At              | 85                | 209,9871)*                    | 1940       | přirozený |
| baryum        | barium         | Ba              | 56                | 137,34                        | 1774       | přirozený |
| berkelium     | berkelium      | Bk              | 97                | 247,0703)*                    | 1950       | umělý     |
| beryllium     | beryllium      | Be              | 4                 | 9,0122                        | 1797       | přirozený |
| bismut        | bismuthum      | Bi              | 83                | 208,980                       | starověk   | přirozený |
| bohrium       | bohrium        | Bh              | 107               | 264,12)*                      | 1981       | umělý     |
| bor           | borum          | B               | 5                 | 10,811                        | 1808       | přirozený |
| brom          | bromum         | Br              | 35                | 79,909                        | 1826       | přirozený |
| cer           | cerium         | Ce              | 58                | 140,12                        | 1803       | přirozený |
| cesium        | caesium        | Cs              | 55                | 132,905                       | 1860       | přirozený |
| cín           | stannum        | Sn              | 50                | 118,69                        | starověk   | přirozený |
| curium        | curium         | Cm              | 96                | 247,0704)*                    | 1944       | umělý     |
| darmstadtium  | darmstadtium   | Ds              | 110               | 271)*                         | 1994       | umělý     |
| draslík       | kalium         | K               | 19                | 39,102                        | 1807       | přirozený |
| dubnium       | dubnium        | Db              | 105               | 262,1144)*                    | 1970       | umělý     |
| dusík         | nitrogenium    | N               | 7                 | 14,0067                       | 1772       | přirozený |
| dysprosium    | dysprosium     | Dy              | 66                | 162,50                        | 1886       | přirozený |
| einsteinium   | einsteinium    | Es              | 99                | 252,0830)*                    | 1952       | umělý     |
| erbium        | erbium         | Er              | 68                | 167,26                        | 1843       | přirozený |
| europium      | europium       | Eu              | 63                | 151,964                       | 1901       | přirozený |
| fermium       | fermium        | Fm              | 100               | 257,0951)*                    | 1952       | umělý     |
| flerovium**   | flerovium      | Fl              | 114               | 289)*                         | 1999       | umělý     |
| fluor         | fluorum        | F               | 9                 | 18,9984                       | 1886       | přirozený |
| fosfor        | phosphorus     | P               | 15                | 30,973 8                      | 1669       | přirozený |
| francium      | francium       | Fr              | 87                | 223,0197)*                    | 1939       | přirozený |
| gadolinium    | gadolinium     | Gd              | 64                | 157,25                        | 1880       | přirozený |
| gallium       | gallium        | Ga              | 31                | 69,72                         | 1875       | přirozený |
| germanium     | germanium      | Ge              | 32                | 72,59                         | 1886       | přirozený |
| hafnium       | hafnium        | Hf              | 72                | 178,49                        | 1923       | přirozený |
| hassium       | hassium        | Hs              | 108               | 265,1306)*                    | 1984       | umělý     |
| helium        | helium         | He              | 2                 | 4,0026                        | 1868       | přirozený |
| hliník        | aluminium      | Al              | 13                | 26,9815                       | 1825       | přirozený |
| holmium       | holmium        | Ho              | 67                | 164,930                       | 1879       | přirozený |
| hořčík        | magnesium      | Mg              | 12                | 24,312                        | 1775       | přirozený |
| chlor         | chlorum        | Cl              | 17                | 35,453                        | 1774       | přirozený |
| chrom         | chromium       | Cr              | 24                | 51,996                        | 1797       | přirozený |
| indium        | indium         | In              | 49                | 114,82                        | 1863       | přirozený |
| iridium       | iridium        | Ir              | 77                | 192,2                         | 1802       | přirozený |
| jod           | iodum          | I               | 53                | 126,904                       | 1811       | přirozený |
| kadmium       | cadmium        | Cd              | 48                | 112,40                        | 1817       | přirozený |
| kalifornium   | californium    | Cf              | 98                | 251,0796)*                    | 1950       | umělý     |
| kobalt        | cobaltum       | Co              | 27                | 58,933                        | 1735       | přirozený |
| kopernicium** | copernicium    | Cn              | 112               | 285)*                         | 1996       | umělý     |
| krypton       | krypton        | Kr              | 36                | 83,80                         | 1898       | přirozený |
| křemík        | silicium       | Si              | 14                | 28,086                        | 1823       | přirozený |
| kyslík        | oxygenium      | O               | 8                 | 15,9994                       | 1774       | přirozený |
| lanthan       | lanthanum      | La              | 57                | 138,91                        | 1839       | přirozený |
| lawrencium    | lawrencium     | Lr              | 103               | 262,1097)*                    | 1961       | umělý     |
| lithium       | lithium        | Li              | 3                 | 6,939                         | 1817       | přirozený |
| livermorium** | livermorium    | Lv              | 116               | 283)*                         | 2001       | umělý     |
| lutecium      | lutetium       | Lu              | 71                | 174,97                        | 1907       | přirozený |
| mangan        | manganum       | Mn              | 25                | 54,938                        | 1774       | přirozený |
| měď           | cuprum         | Cu              | 29                | 63,54                         | starověk   | přirozený |
| meitnerium    | meitnerium     | Mt              | 109               | 268,1388)*                    | 1982       | umělý     |
| mendelevium   | mendelevium    | Md              | 101               | 258,0984)*                    | 1955       | umělý     |
| molybden      | molybdaenum    | Mo              | 42                | 95,94                         | 1778       | přirozený |
| moscovium**   | moscovium      | Mc              | 115               | 288,19                        | 2015       | umělý     |
| neodym        | neodymium      | Nd              | 60                | 144,24                        | 1885       | přirozený |
| neon          | neon           | Ne              | 10                | 20,183                        | 1898       | přirozený |
| neptunium     | neptunium      | Np              | 93                | 237,0482)*                    | 1940       | umělý     |
| nihonium**    | nihonium       | Nh              | 113               | 284,18                        | 2015       | umělý     |
| nikl          | niccolum       | Ni              | 28                | 58,71                         | 1751       | přirozený |
| niob          | niobium        | Nb              | 41                | 92,906                        | 1801       | přirozený |
| nobelium      | nobelium       | No              | 102               | 259,1010)*                    | 1958       | umělý     |
| oganesson**   | oganesson      | Og              | 118               | 293,21 (vypočítaná)           | 2015       | umělý     |
| olovo         | plumbum        | Pb              | 82                | 207,19                        | starověk   | přirozený |
| osmium        | osmium         | Os              | 76                | 190,2                         | 1803       | přirozený |
| palladium     | palladium      | Pd              | 46                | 106,4                         | 1803       | přirozený |
| platina       | platinum       | Pt              | 78                | 195,09                        | 1738       | přirozený |
| plutonium     | plutonium      | Pu              | 94                | 244,0642)*                    | 1940       | umělý     |
| polonium      | polonium       | Po              | 84                | 208,9824)*                    | 1898       | přirozený |
| praseodym     | praseodymium   | Pr              | 59                | 140,907                       | 1885       | přirozený |
| promethium    | promethium     | Pm              | 61                | 145                           | 1938       | přirozený |
| protaktinium  | protactinium   | Pa              | 91                | 231,0359)*                    | 1917       | přirozený |
| radium        | radium         | Ra              | 88                | 226,0254)*                    | 1898       | přirozený |
| radon         | radon          | Rn              | 86                | 222,0176)*                    | 1900       | přirozený |
| rhenium       | rhenium        | Re              | 75                | 186,2                         | 1924       | přirozený |
| rhodium       | rhodium        | Rh              | 45                | 102,905                       | 1803       | přirozený |
| roentgenium   | roentgenium    | Rg              | 111               | 272)*                         | 1994       | umělý     |
| rtuť          | hydrargyrum    | Hg              | 80                | 200,59                        | starověk   | přirozený |
| rubidium      | rubidium       | Rb              | 37                | 85,47                         | 1861       | přirozený |
| ruthenium     | ruthenium      | Ru              | 44                | 101,107                       | 1844       | přirozený |
| rutherfordium | rutherfordium  | Rf              | 104               | 261,1088)*                    | 1964       | umělý     |
| samarium      | samarium       | Sm              | 62                | 150,35                        | 1879       | přirozený |
| seaborgium    | seaborgium     | Sg              | 106               | 263,1186)*                    | 1974       | umělý     |
| selen         | selenium       | Se              | 34                | 78,96                         | 1817       | přirozený |
| síra          | sulphur        | S               | 16                | 32,064                        | starověk   | přirozený |
| skandium      | scandium       | Sc              | 21                | 44,956                        | 1879       | přirozený |
| sodík         | natrium        | Na              | 11                | 22,9898                       | 1807       | přirozený |
| stroncium     | strontium      | Sr              | 38                | 87,62                         | 1790       | přirozený |
| stříbro       | argentum       | Ag              | 47                | 107,870                       | starověk   | přirozený |
| tantal        | tantalum       | Ta              | 73                | 180,948                       | 1802       | přirozený |
| technecium    | technetium     | Tc              | 43                | 97,9072                       | 1937       | přirozený |
| tellur        | tellurium      | Te              | 52                | 127,60                        | 1782       | přirozený |
| tennessin**   | tennessine     | Ts              | 117               | 292,20 (vypočítaná)           | 2015       | umělý     |
| terbium       | terbium        | Tb              | 65                | 158,924                       | 1843       | přirozený |
| thallium      | thallium       | Tl              | 81                | 204,37                        | 1861       | přirozený |
| thorium       | thorium        | Th              | 90                | 232,0381)*                    | 1828       | přirozený |
| thulium       | thulium        | Tm              | 69                | 168,934                       | 1879       | přirozený |
| titan         | titanium       | Ti              | 22                | 47,90                         | 1791       | přirozený |
| uhlík         | carboneum      | C               | 6                 | 12,01115                      | starověk   | přirozený |
| uran          | uranium        | U               | 92                | (238)                         | 1789       | přirozený |
| vanad         | vanadium       | V               | 23                | 50,942                        | 1830       | přirozený |
| vápník        | calcium        | Ca              | 20                | 40,08                         | 1808       | přirozený |
| vodík         | hydrogenium    | H               | 1                 | 1,00797                       | 1766       | přirozený |
| wolfram       | wolframium     | W               | 74                | 183,85                        | 1781       | přirozený |
| xenon         | xenon          | Xe              | 54                | 131,30                        | 1898       | přirozený |
| ytterbium     | ytterbium      | Yb              | 70                | 173,04                        | 1878       | přirozený |
| yttrium       | yttrium        | Y               | 39                | 88,905                        | 1794       | přirozený |
| zinek         | zincum         | Zn              | 30                | 65,37                         | starověk   | přirozený |
| zirkonium     | zirconium      | Zr              | 40                | 91,22                         | 1789       | přirozený |
| zlato         | aurum          | Au              | 79                | 196,967                       | starověk   | přirozený |
| železo        | ferrum         | Fe              | 26                | 55,847                        | starověk   | přirozený |

V tabulce jsou uvedeny jen prvky, jejichž objev byl uznán Mezinárodní unií pro čistou a užitou chemii (IUPAC).
 *) hodnota platí jen pro nejběžnější izotop (izotop s největším poločasem rozpadu)

 **) oficiální český název dosud neschválen